# Ana Celia Zuñiga
Ana Celia Zuñiga Lozano (Monterrey, Nuevo León; 23 de junio de 1968), también conocida como Muñequita Ana Celia o La Princesa de los Niños, es una actriz, cantante y animadora infantil mexicana.

## Biografía
Hija de padres mexicanos originarios de la Ciudad de México, radicados en Monterrey, Nuevo León, su ciudad natal el 23 de junio de 1968. Es hermana menor de la también animadora infantil Elizabeth Zuñiga, con quien comparte la mayor parte de sus proyectos laborales. Ana Celia nació y creció en Monterrey, ciudad donde vive actualmente con su familia.
Ana Celia comenzó su carrera en una edad temprana. En 1978, a los 9 años de edad, se integra como parte del elenco del programa de televisión llamado La Fiesta de los Vip´s junto al ícono regiomontano Raúl Ramos de León. Dicho programa fue trasmitido por el Multimedios Televisión, entonces llamado "Canal 12", donde cantaba y bailaba. Más tarde, y por un breve lapso de tiempo, se integra a las filas de Televisa Monterrey junto a sus compañeros del grupo Los Vip´s tras mudar su emisión televisiva a dicho canal bajo el nombre El Circo de los Vip´s. Años más tarde, ya como adolescente, regresa al canal que la vio crecer como artista en el programa Tiempo de Niños, programa de corte infantil donde hacia cápsulas y skectches, además de cantar y bailar. 
En 1987, decide abandonar el grupo infantil donde permaneció por 10 años para unirse a su hermana Elizabeth Zuñiga en un concepto familiar fresco e innovador para el público infantil llamado Las Muñequitas Elizabeth que había creado desde 1979, y poco a poco había salido del anonimato. Ante la popularidad del grupo en fiestas infantiles, son invitadas a participar en la conducción del programa El Taller de los Muñecos, producido por Montserrat Arango en el Canal 28 de Monterrey, naciendo así su popular personaje Muñequita Ana Celia.
Tras 5 años y ante el inminente éxito de su emisión en el Canal 28, son convocadas por Multimedios Televisión para mudarse a su canal tras la insistencia y recomendación de un importante patrocinador que deseaba darles más proyección. Dicho patrocinador era la importante cadena de tiendas de autoservicio Gigante. En 1991, nace el programa que la consolidaría como animadora infantil: La Casita de las Muñequitas.
A partir de entonces, y hasta 1999, grabó junto a Las Muñequitas Elizabeth un total de 7 álbumes y un compilatorio de 20 éxitos a lo largo de sus 20 años de trayectoria como agrupación. Dentro de los temas más populares de sus producciones discográficas, se encuentran títulos como Muñecas Preciosas, Qué lindo lugar es este, Que llueva, Tres pecesitos, Sol solecito y La pelota.
También participó en varias obras de teatro mexicanas consiguiendo el papel protagónico (Cenicienta, Blanca Nieves, La Bella Durmiente, El Mago de Oz, El país de los dulces, etc). Fue todo un éxito presentando musicales infantiles en teatros y eventos masivos en la arena coliseo, la monumental plaza de toros, centros comerciales de la localidad y abarrotando la FE Music Hall en diferentes ocasiones junto a Las Muñequitas Elizabeth. Siempre combinándolo con sus estudios contemporáneos de jazz y ballet, haciendo giras por la República Mexicana y presentando sus obras en el Teatro de la Ciudad como por ejemplo: El cascanueces haciendo el papel de Coppelia. Se recibió de la en la Escuela Superior de Música y Danza "Carmen Romano" como Licenciada en Artes Escénicas. Terminando sus estudios ejerció su carrera impartiendo clases de jazz en Cervecería Cuauhtémoc y Famosa. Fundando más tarde su propia Academia de Danza que duró aproximadamente 6 años, la cual tuvo que suspender pues la mayoría del tiempo se lo dedicaba a la televisión.
Desde 2002, Ana Celia ha sido líder de diferentes shows infantiles como "Fiesta de Corazones", "Fantasías y Cuentos" y "El show de Dulces" en la empresa Medios Recreativos, S.A. de C.V. logrando ser considerada una de las mejores animadoras infantiles de México y ganándose el cariño de los niños y las familias del norte del país, lo que le valió para ser nombrada "Animadora infantil de 2006-2007 otorgado por el grupo ANIMO y la ANDA.
Con motivo de apoyar la campaña "Unidos somos Nuevo León", participa en la grabación del tema musical del mismo nombre al lado de otras personalidades de la televisión regiomontana. También es partícipe de diferentes campañas como "Mano con Mano" y el "Canceroton", así como también realiza constantes visitas a hospitales infantiles.
Ana Celia cuenta con una muñeca a su imagen y semejanza, con cinco modelos y diferentes vestuarios desde 2002, y más de 50 productos en el mercado con su nombre, imagen y marcas de sus diferentes shows infantiles. Su propio programa de televisión "Juguetes" comenzó a transmitirse en 2008 por Multimedios Televisión, tras abandonar "La Casita de las Muñequitas" por requisito de algunos patrocinadores que deseaban verla como titular de un concepto propio. Durante 5 años, se mantuvo en los primeros lugares de audiencia de la barra infantil de dicha televisora, terminando en 2012 junto al resto de programas infantiles de la programación del canal. 
Sus más recientes participaciones en televisión fueron en la primera etapa del programa Destardes realizando conducción y presentando musicales junto a todos los personajes de su show "Juguetes" y después en el programa Acábatelo junto a Mario Bezares en la conducción y posteriormente en el programa matutino Vivalavi. Además de seguir presentándose en eventos masivos y privados con gran éxito.
El 24 de febrero de 2015, Ana Celia se presenta como nueva integrante en Acábatelo haciendo su debut en ese programa de variedades como mánager del talento juvenil, lo que causó polémica en redes sociales. En esta emisión, participó como conductora y además de presentar coreografías con su show infantil. Tras desacuerdos con la producción, el 9 de marzo, Ana Celia y su equipo deciden salir del programa en la transmisión de festejo de 10° Aniversario de Acábatelo.
Actualmente, cuenta con 4 discos de género infantil en solitario y 20 junto a Las Muñequitas Elizabeth con quienes ha seguido colaborando en la grabación de diferentes temas para sus producciones musicales.
Ana Celia sigue siendo una de las consentidas de chicos y grandes a lo largo de diferentes generaciones que han crecido con sus canciones, pues no se limita a ser simplemente una actriz y animadora infantil, también se involucra absolutamente todo lo relacionado con su carrera y da muestra de su gran calidad artística como bailarina y conductora de televisión.
Recientemente, la podemos ver de regreso en la última etapa de Acábatelo con sus rutinas musicales.

## Obra
Ana Celia ha publicado diferentes álbumes infantiles en solitario, así como miembro de agrupaciones, ha participado en shows infantiles, programas de televisión y obras de teatro, también en series de televisión y diversas campañas sociales. También ha recibido numerosos premios por su trayectoria artística.

### Discografía de Ana Celia y Las Muñequitas Elizabeth
| Álbum                                 | Año          | Canciones populares |
| ------------------------------------- | ------------ | --- |
| Las Muñequitas Elizabeth              | 1991 - 1999  | Serie de 8 casetes publicados en diferentes volúmenes con temas entre los cuales destacan "Alondrita" "Muñecas Preciosas", "La pulga traviesa", "La primavera", "Que lindo lugar" y "Sammy tiene un borreguín".                        |
| 20 Éxitos de Las Muñequitas Elizabeth | 1999         | Disco conmemorativo por los 20 años de trayectoria que incluye sus más grandes éxitos como "Pin pon", "Hola Amiguitos", "Sol solecito", "Que llueva" y "El Grillito Vacilador".                                                        |
| Muñequitas del Milenio                | 2000         | Marca la nueva imagen renovada de Las Muñequitas Elizabeth con temas como "Cinco animalitos", "Los Oficios", "Soldado de la limpieza", "Un, dos, tres" y "Las ruedas del camión"                                                       |
| Fiesta de Corazones                   | 2002         | Disco doble (Junto a "Rompecabezas") que incluyó algunos temas populares hasta el día de hoy como "Fiesta de corazones", "Obladi Oblada", "Hola amiguitos ¿Cómo están?" y "Sonríe al mundo".                                           |
| Rompecabezas                          | 2002         | Disco doble (Junto a "Fiesta de Corazones") que incluyó algunos temas populares hasta el día de hoy como "Zorro Loco", "Payasos" y "El Periquito Azul".                                                                                |
| Fantasías y Cuentos                   | 2004         | Un disco con distintos temas inspirados en personajes de cuentos populares como "Los Enanos", "Los Aplausos", "El muñeco de madera" y "Mira, Mira".                                                                                    |
| Super Grupero                         | 2004         | Disco de Las Muñequitas Elizabeth donde Ana Celia colaboró en los temas "Banda Show", "Mi Papa", "La tabla del 5", "La granja del tío pin pon" y "El baile de las frutas".                                                             |
| Las Tablas de Multiplicar             | 2006         | Compilado de los temas musicales de las Tablas de Multiplicar grabados y editados en diferentes discos por separado de Las Muñequitas Elizabeth y Ana Celia, ahora en una edición especial y todos juntos.                             |
| El show de Dulces                     | 2006         | Disco temático conforme al show del mismo nombre con diferentes temas como "Don chocolate", Me pica, me pica", "Échale galleta", "Cono de nieve" y uno de su grandes éxitos "La Familia Bombón"                                        |
| Vaquerito Guapetón                    | 2007         | Disco de Las Muñequitas Elizabeth con Ana Celia en portada que incluye las canciones "Vaquerito Guapetón", "El baile de las cartas", "Fantasmitas" y "Rompe la tristeza" en voz de Ana Celia.                                          |
| Anastasia                             | 2008         | Disco inspirado en su personaje "Anastasia" con temas relacionados con las diferentes culturas del mundo. Se escuchan temas como "Anastasia en Arabia", "Lindo y Bello México", "Menea y Muévete Así" y "Anastasia en USA".            |
| Juguetes (Volumen 1)                  | 2009         | Es un disco con las mejores canciones de la primera temporada del programa infantil "Juguetes" y el primero como princesa Ana Celia. Incluye temas como "El Vaquero Billy", "La imaginación", "Barco Barquito" y "Brinca Brinca".      |
| Princesitas y Haditas                 | 2010         | Álbum de Las Muñequitas Elizabeth en el cual Ana Celia colabora con los temas "Haditas", "Adivinanzas" y "Muñequitas Fashion". |
| Fiesta Oeste                          | 2010         | Incluye temas como "Muñequitas Vaqueritas", "Fiesta Oeste", Los oficios del pueblo", "Indios y Vaqueros" y se remasteriza los temas "Los pollitos dicen" y "El Vaquero Enrico" incluidos anteriormente en versión casete.              |
| Especial Navideño [Segunda edición]   | 2011         | Es una segunda edición del especial navideño lanzado en la década de los 90's con los mejores temas remaste-rizados y algunos nuevos como "La galleta de jengibre", "Triste Navidad" o "Arbolilto de Navidad"                          |
| Juguetes (Volumen 2)                  | 2011         | Disco que incluye los mejores temas de la segunda temporada "Juguetes" como "Los medios de transporte", "Carnaval de Juguetes", "El uso de las manitas", "Nina la bailarina", "Soldadito" y la nueva versión de "Adivina, Adivinador". |
| Juguetes (Volumen 3)                  | Próximamente | Se rumorea incluirá temas como "Mundo Juguetes", "Coyeye", "Tierra a la vista", "Jugar por jugar", "Nadie es perfecto" y "Mueve tu cuerpo".                                                                                            |

### Programas y series de televisión
| Programa                    | Año            | Participación |
| --------------------------- | -------------- | --- |
| La Fiesta de los Vip´s      | 1978-1981      | Miembro del ballet coreográfico y coros. |
| El Circo de los Vip´s       | 1982-1985      | Miembro del ballet coreográfico y coros". |
| Tiempo de Niños             | 1985-1987      | Miembro del ballet coreográfico, coros musicales y reportajes.                                                                               |
| El Taller de los Muñecos    | 1987-1990      | "Muñequita Ana Celia, personaje Co-conductor al lado de personajes como "El Tío Nacho", "Muñequita Elizabeth" y "Muñequita Belinda".         |
| La Casita de las Muñequitas | 1990-1999-2008 | Conducción titular del programa infantil vespertino con canciones, bailes y sketches al lado de Muñequita Elizabeth y diferentes personajes. |
| Muñequitas Weekend          | 2004-2007      | Emisión sabatina de "La Casita de las Muñequitas" también conocido como "Ahí viene Anastasia".                                               |
| Volumen 4                   | 2008-2016      | Invitada especial en diferentes emisiones.                                                                                                   |
| Juguetes                    | 2008-2013      | |
| Destardes                   | 2013-2015      | Conducción del programa infantil-juvenil y participación con sketches, reportajes y musicales coreográficos.                                 |
| Acabátelo                   | 2015-2016      | Conducción del programa de variedades y participación con sketches y musicales coreográficos.                                                |
| Vivalavi Sábados            | 2012-2016      | Conductora e invitada especial en diferentes emisiones.                                                                                      |
| La Mañana es Nuestra        | 2014           | Conductora invitada. |